# Wólka Smolana (Sainte-Croix)
Pour les articles homonymes, voir Wólka Smolana.
Wólka Smolana est une localité polonaise de la gmina de Smyków, située dans le powiat de Końskie en voïvodie de Sainte-Croix.